# Пивзавод на Подолі

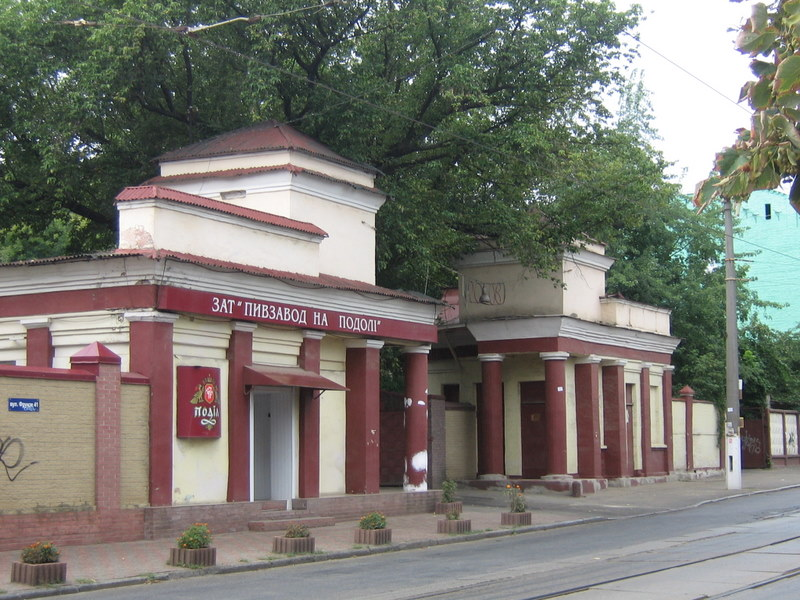
Центральний вхід

ПрАТ «Пивзавод на Подолі» — недіюче підприємство харчової промисловості України, що займалося виробництвом та реалізацією пива і безалкогольних напоїв. Розташоване у місті Києві на подільській Кирилівській вулиці. В 2014 році завод було закрито.

## Історія
Датою заснування Пивзаводу на Подолі вважають 1872 рік, коли купець Микола Хряков придбав на київській вулиці Кирилівській маєток з недіючим металургійним виробництвом. Хряков разом зі своїми компаньйонами організували «Товариство Київського пивоварного заводу», яке започаткувало виробництво пива у приміщені колишньої ливарні на привезеному з Пльзеню обладнанні. Пиво нової броварні досить швидко завоювало прихильників не лише у Києві, але й у сусідніх губерніях.
З приходом радянської влади підприємство було націоналізоване та перейменоване на Київський пивзавод № 2. Входило до Київського пивоб'єднання Укрпивопрому. 1990 року усі пивоварні заводи Києва були переведені на орендну форму власності, пивзавод на Подолі став відокремленою майновою одиницею колективного орендного підприємства «Оболонь». В 1993 році пивзавод було виведено зі структури КОП «Оболонь» шляхом створення закритого акціонерного товариства, співвласниками якого стали працівники підприємства.
За повідомленнями ЗМІ понад 90 % акцій ЗАТ «Пивзавод на Подолі» у 2006 році були сконцентровані у власності будівельної компанії «Акроліт», яка реалізує низку проектів на території Подолу та може бути зацікавлена у закритті пивоварного виробництва і використанні ділянки, на якій розташоване підприємство, для будівництва об'єктів невиробничого призначення.
Останню варку було проведено у грудні 2013 року. 28 лютого 2014 року завод було закрито.

## Асортимент продукції
У середині 2000-х років асортимент продукції ЗАТ «Пивзавод на Подолі» включав 12 сортів пива, квас та 6 видів інших безалкогольних напоїв. Згодом продукція підприємства випускалася невеликими партіями, а її асортимент здебільшого обмежувався одним сортом пива:
- «Поділ Жигулівське». Алк.об. — 4,0 %; густина — 11 %.

2010 року, з розвитком мереж магазинів розливного пива, асортимент пива Пивзаводу на Подолі було дещо розширено, зокрема він поповнився сортами «Нефільтроване Живе Світле» та «Нефільтроване Живе Темне», які почали випускатися досить великими партіями для продажу на розлив. Також з 2010 року було поновлено випуск темного пива «Гостинний Двір».
Навесні 2011 року до асортименту подільського пляшкового пива було додано преміальний напівтемний сорт «Парове»:
- «Парове». Алк.об. — 4,0 %; густина — 11 %.